# Convocazioni per la Coppa delle nazioni africane 2013
Elenco dei giocatori convocati da ciascuna nazionale partecipante alla Coppa delle nazioni africane 2013.
Le liste ufficiali, composte da 23 giocatori di cui 3 portieri, dovevano essere presentate alla CAF entro il 9 gennaio 2013. Nel caso un giocatore tra i convocati si infortuni seriamente prima della partita d'esordio della propria squadra e per questo non possa disputare la fase finale della Coppa d'Africa, può essere sostituito da un altro.
L'età dei giocatori e il numero di presenze e gol riportati sono relativi al 19 gennaio, data di inizio della manifestazione.

## Gruppo A

### Sudafrica
Commissario tecnico:  Gordon Igesund
L'11 dicembre 2012 Igesund compila una lista provvisoria di 36 giocatori per il torneo, di cui 12 che si aggiungeranno al gruppo convocato per l'amichevole contro il Malawi, il 27 dicembre. Il 30 dicembre Igesund dirama la lista definitiva dei 23 convocati.
| 1  | P | Wayne Sandilands       | 23 agosto 1983 (29 anni)    | 2  | 0  | M. Sundowns         |  |  |
| 16 | P | Itumeleng Khune        | 20 giugno 1987 (25 anni)    | 45 | 0  | Kaizer Chiefs       |  |  |
| 22 | P | Senzo Meyiwa           | 24 settembre 1987 (25 anni) | 0  | 0  | Orlando Pirates     |  |  |
|    |   |                        |                             |    |    |                     |  |  |
| 2  | D | Siboniso Gaxa          | 6 aprile 1984 (28 anni)     | 48 | 0  | Kaizer Chiefs       |  |  |
| 3  | D | Tsepo Masilela         | 5 maggio 1985 (27 anni)     | 39 | 0  | Kaizer Chiefs       |  |  |
| 4  | D | Thabo Nthethe          | 3 ottobre 1984 (28 anni)    | 6  | 0  | Bloemfontein Celtic |  |  |
| 5  | D | Anele Ngcongca         | 20 ottobre 1987 (25 anni)   | 12 | 0  | Genk                |  |  |
| 11 | D | Thabo Matlaba          | 13 dicembre 1987 (25 anni)  | 2  | 0  | Orlando Pirates     |  |  |
| 14 | D | Bongani Khumalo        | 6 gennaio 1987 (26 anni)    | 31 | 1  | PAOK                |  |  |
| 21 | D | Siyabonga Sangweni     | 29 settembre 1981 (31 anni) | 15 | 2  | Orlando Pirates     |  |  |
|    |   |                        |                             |    |    |                     |  |  |
| 6  | C | Lerato Chabangu        | 15 agosto 1985 (27 anni)    | 19 | 2  | Moroka Swallows     |  |  |
| 8  | C | Siphiwe Tshabalala     | 25 settembre 1984 (28 anni) | 69 | 9  | Kaizer Chiefs       |  |  |
| 10 | C | Thulani Serero         | 11 aprile 1990 (22 anni)    | 4  | 0  | Ajax                |  |  |
| 12 | C | Reneilwe Letsholonyane | 9 giugno 1982 (30 anni)     | 30 | 1  | Kaizer Chiefs       |  |  |
| 13 | C | Kagisho Dikgacoi       | 24 novembre 1984 (28 anni)  | 43 | 2  | Crystal Palace      |  |  |
| 15 | C | Dean Furman            | 22 giugno 1988 (24 anni)    | 5  | 0  | Oldham Athletic     |  |  |
| 18 | C | Thuso Phala            | 27 maggio 1986 (26 anni)    | 1  | 0  | Platinum Stars      |  |  |
| 19 | C | May Mahlangu           | 1º maggio 1989 (23 anni)    | 10 | 0  | Helsingborg         |  |  |
| 20 | C | Oupa Manyisa           | 30 luglio 1988 (24 anni)    | 6  | 0  | Orlando Pirates     |  |  |
|    |   |                        |                             |    |    |                     |  |  |
| 7  | A | Lehlohonolo Majoro     | 19 agosto 1986 (26 anni)    | 3  | 0  | Kaizer Chiefs       |  |  |
| 9  | A | Katlego Mphela         | 29 novembre 1984 (28 anni)  | 45 | 23 | M. Sundowns         |  |  |
| 17 | A | Bernard Parker         | 16 marzo 1986 (26 anni)     | 45 | 12 | Kaizer Chiefs       |  |  |
| 23 | A | Tokelo Rantie          | 8 settembre 1990 (22 anni)  | 4  | 2  | Malmö FF            |  |  |

### Capo Verde
Commissario tecnico:  Lúcio Antunes
Il 18 dicembre 2012, Antunes dirama la lista definitiva dei 23 convocati per il torneo. Odaïr Fortes e Zé Luís sono stati sostituiti rispettivamente da Platini e Rambé, il primo per infortunio e il secondo per ragioni personali.
| 1  | P | Vozinha         | 3 giugno 1986 (26 anni)    | 3  | 0 | Progresso        |  |  |
| 12 | P | Fock            | 25 luglio 1982 (30 anni)   | 10 | 0 | Batuque          |  |  |
| 16 | P | Rilly           | 15 luglio 1991 (21 anni)   | 0  | 0 | Mindelense       |  |  |
|    |   |                 |                            |    |   |                  |  |  |
| 3  | D | Fernando Varela | 26 novembre 1987 (25 anni) | 19 | 1 | Vaslui           |  |  |
| 4  | D | Guy Ramos       | 16 agosto 1985 (27 anni)   | 11 | 0 | RKC Waalwijk     |  |  |
| 6  | D | Nando           | 9 giugno 1978 (34 anni)    | 42 | 0 | Châteauroux      |  |  |
| 13 | D | Josimar         | 2 agosto 1989 (23 anni)    | 3  | 0 | Dordrecht        |  |  |
| 14 | D | Gégé            | 24 febbraio 1988 (24 anni) | 9  | 0 | Marítimo         |  |  |
| 18 | D | Nivaldo         | 10 luglio 1988 (24 anni)   | 5  | 0 | Académica        |  |  |
| 19 | D | Pecks           | 10 aprile 1993 (19 anni)   | 1  | 0 | Gil Vicente      |  |  |
| 23 | D | Carlitos        | 23 aprile 1985 (27 anni)   | 6  | 0 | AEL Limassol     |  |  |
|    |   |                 |                            |    |   |                  |  |  |
| 2  | C | Sténio          | 6 maggio 1988 (24 anni)    | 3  | 0 | Feirense         |  |  |
| 5  | C | Babanco         | 27 luglio 1985 (27 anni)   | 24 | 2 | Olhanense        |  |  |
| 7  | C | Platini         | 16 aprile 1986 (26 anni)   | 1  | 0 | Santa Clara      |  |  |
| 8  | C | Toni Varela     | 13 giugno 1986 (26 anni)   | 13 | 1 | Sparta Rotterdam |  |  |
| 15 | C | Marco Soares    | 16 giugno 1984 (28 anni)   | 22 | 2 | Omonia           |  |  |
| 17 | C | Ronny           | 7 dicembre 1978 (34 anni)  | 20 | 1 | Fola Esch        |  |  |
| 22 | C | David Silva     | 11 ottobre 1986 (26 anni)  | 2  | 0 | Olhanense        |  |  |
|    |   |                 |                            |    |   |                  |  |  |
| 9  | A | Rambé           | 4 ottobre 1989 (23 anni)   | 1  | 0 | Belenenses       |  |  |
| 10 | A | Héldon          | 14 novembre 1988 (24 anni) | 16 | 5 | Marítimo         |  |  |
| 11 | A | Júlio Tavares   | 19 novembre 1988 (24 anni) | 1  | 0 | Digione          |  |  |
| 20 | A | Ryan Mendes     | 8 gennaio 1990 (23 anni)   | 11 | 3 | Lilla            |  |  |
| 21 | A | Djaniny         | 21 marzo 1991 (21 anni)    | 7  | 2 | Olhanense        |  |  |

### Angola
Commissario tecnico:  Gustavo Ferrín
Il 28 dicembre 2012, Ferrín annuncia una lista provvisoria di 27 giocatori per il torneo. L'8 gennaio viene annunciata la lista definitiva dei 23 convocati.
| 1  | P | Lamá            | 1º febbraio 1981 (31 anni)  | 46 | 0  | Petro Atlético       |  |  |
| 12 | P | Landú           | 4 gennaio 1990 (23 anni)    | 3  | 0  | Recreativo do Libolo |  |  |
| 22 | P | Neblú           | 6 settembre 1993 (19 anni)  | 2  | 0  | Primeiro de Agosto   |  |  |
|    |   |                 |                             |    |    |                      |  |  |
| 2  | D | Marco Airosa    | 6 agosto 1984 (28 anni)     | 23 | 0  | AEL Limassol         |  |  |
| 3  | D | Lunguinha       | 16 gennaio 1986 (27 anni)   | 8  | 0  | Kabuscorp            |  |  |
| 4  | D | Dani Massunguna | 1º maggio 1986 (26 anni)    | 22 | 0  | Primeiro de Agosto   |  |  |
| 5  | D | Fabrício        | 20 settembre 1988 (24 anni) | 4  | 0  | Interclube           |  |  |
| 10 | D | Zuela           | 3 agosto 1983 (29 anni)     | 17 | 0  | APOEL                |  |  |
| 13 | D | Bastos          | 23 novembre 1991 (21 anni)  | 11 | 0  | Petro Atlético       |  |  |
| 14 | D | Amaro           | 12 novembre 1986 (26 anni)  | 22 | 1  | Primeiro de Agosto   |  |  |
| 15 | D | Miguel          | 17 novembre 1991 (21 anni)  | 19 | 0  | Petro Atlético       |  |  |
| 20 | D | Mingo Bile      | 15 giugno 1987 (25 anni)    | 17 | 1  | Primeiro de Agosto   |  |  |
|    |   |                 |                             |    |    |                      |  |  |
| 6  | C | Dédé            | 4 luglio 1981 (31 anni)     | 25 | 0  | AEL Limassol         |  |  |
| 7  | C | Djalma          | 30 maggio 1987 (25 anni)    | 30 | 3  | Kasımpaşa            |  |  |
| 8  | C | Manucho Diniz   | 4 giugno 1986 (26 anni)     | 5  | 0  | Primeiro de Agosto   |  |  |
| 11 | C | Gilberto        | 21 settembre 1982 (30 anni) | 61 | 7  | AEL Limassol         |  |  |
| 16 | C | Pirolito        | 7 aprile 1993 (19 anni)     | 6  | 0  | Interclube           |  |  |
| 18 | C | Geraldo         | 23 novembre 1991 (21 anni)  | 6  | 0  | Paraná               |  |  |
| 21 | C | Manuel          | 30 dicembre 1989 (23 anni)  | 8  | 0  | Aviação              |  |  |
|    |   |                 |                             |    |    |                      |  |  |
| 9  | A | Manucho         | 7 marzo 1983 (29 anni)      | 44 | 22 | Real Valladolid      |  |  |
| 17 | A | Mateus          | 18 gennaio 1984 (29 anni)   | 39 | 7  | Nacional             |  |  |
| 19 | A | Yano            | 8 luglio 1992 (20 anni)     | 7  | 1  | Progresso            |  |  |
| 23 | A | Guilherme       | 15 novembre 1985 (27 anni)  | 0  | 0  | Vaduz                |  |  |

### Marocco
Commissario tecnico:  Rachid Taoussi
Il 26 dicembre 2012, Taoussi annuncia una lista provvisoria di 24 giocatori per il torneo. Il 9 gennaio viene annunciata la lista definitiva dei 23 convocati.
| 1  | P | Nadir Lamyaghri        | 13 febbraio 1976 (36 anni)  | 47 | 0 | Wydad Casablanca  |  |  |
| 12 | P | Anas Zniti             | 28 ottobre 1988 (24 anni)   | 0  | 0 | Maghreb Fès       |  |  |
| 22 | P | Khalid Askri           | 20 marzo 1981 (31 anni)     | 0  | 0 | Raja Casablanca   |  |  |
|    |   |                        |                             |    |   |                   |  |  |
| 2  | D | Abderrahim Achakhir    | 15 dicembre 1986 (26 anni)  | 0  | 0 | FAR Rabat         |  |  |
| 3  | D | Zakarya Bergdich       | 7 gennaio 1989 (24 anni)    | 4  | 0 | Lens              |  |  |
| 4  | D | Ahmed Kantari          | 28 giugno 1985 (27 anni)    | 8  | 0 | Brest             |  |  |
| 5  | D | Mehdi Benatia          | 17 aprile 1987 (25 anni)    | 19 | 1 | Udinese           |  |  |
| 15 | D | Abdelhamid El Kaoutari | 17 marzo 1990 (22 anni)     | 4  | 0 | Montpellier       |  |  |
| 16 | D | Abdelatif Noussir      | 20 febbraio 1990 (22 anni)  | 1  | 0 | Maghreb Fès       |  |  |
| 17 | D | Issam El Adoua         | 12 settembre 1986 (26 anni) | 2  | 0 | Vitória Guimarães |  |  |
|    |   |                        |                             |    |   |                   |  |  |
| 6  | C | Adil Hermach           | 27 giugno 1986 (26 anni)    | 11 | 0 | Al-Hilal          |  |  |
| 7  | C | Abdelaziz Barrada      | 19 giugno 1989 (23 anni)    | 5  | 1 | Getafe            |  |  |
| 8  | C | Karim El Ahmadi        | 27 gennaio 1985 (27 anni)   | 18 | 1 | Aston Villa       |  |  |
| 10 | C | Younès Belhanda        | 25 febbraio 1990 (22 anni)  | 15 | 1 | Montpellier       |  |  |
| 13 | C | Youssef Kaddioui       | 28 settembre 1984 (28 anni) | 1  | 0 | FAR Rabat         |  |  |
| 18 | C | Chahir Belghazouani    | 6 ottobre 1986 (26 anni)    | 1  | 0 | Ajaccio           |  |  |
| 19 | C | Kamel Chafni           | 11 giugno 1982 (30 anni)    | 4  | 0 | Brest             |  |  |
| 21 | C | Nordin Amrabat         | 31 marzo 1987 (25 anni)     | 10 | 2 | Galatasaray       |  |  |
| 23 | C | Abdelilah Hafidi       | 14 maggio 1992 (20 anni)    | 0  | 0 | Raja Casablanca   |  |  |
|    |   |                        |                             |    |   |                   |  |  |
| 9  | A | Youssef El-Arabi       | 3 febbraio 1987 (25 anni)   | 15 | 3 | Granada           |  |  |
| 11 | A | Oussama Assaidi        | 15 agosto 1988 (24 anni)    | 9  | 1 | Liverpool         |  |  |
| 14 | A | Mounir El Hamdaoui     | 14 luglio 1984 (28 anni)    | 11 | 2 | Fiorentina        |  |  |
| 20 | A | Abderrazak Hamdallah   | 17 dicembre 1990 (22 anni)  | 1  | 0 | Olympique Safi    |  |  |

## Gruppo B

### Ghana
Commissario tecnico:  Kwesi Appiah
Il 13 dicembre 2012, Appiah annuncia una lista provvisoria di 26 giocatori per il torneo. Il 9 gennaio viene annunciata la lista definitiva dei 23 convocati.
| 1  | P | Daniel Adjei           | 10 novembre 1989 (23 anni)  | 4  | 0  | Liberty Prof.   |  |  |
| 12 | P | Adam Larsen Kwarasey   | 12 dicembre 1987 (25 anni)  | 17 | 0  | Strømsgodset    |  |  |
| 16 | P | Abdul Fatawu Dauda     | 6 aprile 1985 (27 anni)     | 3  | 0  | Ashanti Gold    |  |  |
|    |   |                        |                             |    |    |                 |  |  |
| 2  | D | Richard Kissi Boateng  | 25 novembre 1988 (24 anni)  | 2  | 0  | Berekum Chelsea |  |  |
| 4  | D | John Paintsil          | 15 giugno 1981 (31 anni)    | 82 | 0  | Hapoel Tel Aviv |  |  |
| 5  | D | Mohamed Awal           | 1º maggio 1988 (24 anni)    | 0  | 0  | Durban City     |  |  |
| 13 | D | Jerry Akaminko         | 2 maggio 1988 (24 anni)     | 5  | 1  | Eskişehirspor   |  |  |
| 15 | D | Isaac Vorsah           | 21 giugno 1988 (24 anni)    | 37 | 1  | Salisburgo      |  |  |
| 19 | D | Jonathan Mensah        | 13 luglio 1990 (22 anni)    | 18 | 1  | Évian TG        |  |  |
| 21 | D | John Boye              | 23 aprile 1987 (25 anni)    | 15 | 0  | Rennes          |  |  |
| 22 | D | Mubarak Wakaso         | 25 luglio 1990 (22 anni)    | 2  | 1  | Espanyol        |  |  |
| 23 | D | Harrison Afful         | 24 giugno 1986 (26 anni)    | 25 | 0  | Espérance       |  |  |
|    |   |                        |                             |    |    |                 |  |  |
| 6  | C | Anthony Annan          | 21 giugno 1986 (26 anni)    | 62 | 2  | Osasuna         |  |  |
| 7  | C | Christian Atsu         | 10 gennaio 1992 (21 anni)   | 5  | 2  | Porto           |  |  |
| 8  | C | Emmanuel Agyemang-Badu | 2 dicembre 1990 (22 anni)   | 33 | 4  | Udinese         |  |  |
| 9  | C | Derek Boateng          | 2 maggio 1983 (29 anni)     | 36 | 1  | Dnipro          |  |  |
| 10 | C | Albert Adomah          | 13 dicembre 1987 (25 anni)  | 3  | 0  | Bristol City    |  |  |
| 11 | C | Mohammed Rabiu         | 31 dicembre 1989 (23 anni)  | 2  | 0  | Évian TG        |  |  |
| 14 | C | Solomon Asante         | 15 settembre 1990 (22 anni) | 3  | 0  | Berekum Chelsea |  |  |
| 20 | C | Kwadwo Asamoah         | 9 dicembre 1988 (24 anni)   | 46 | 1  | Juventus        |  |  |
|    |   |                        |                             |    |    |                 |  |  |
| 3  | A | Asamoah Gyan           | 22 novembre 1985 (27 anni)  | 62 | 28 | Al-Ain          |  |  |
| 17 | A | Emmanuel Clottey       | 30 agosto 1987 (25 anni)    | 5  | 0  | Espérance       |  |  |
| 18 | A | Richmond Boakye        | 28 gennaio 1993 (19 anni)   | 3  | 1  | Sassuolo        |  |  |

### Mali
Commissario tecnico:  Patrice Carteron
Il 4 gennaio 2013, Carteron annuncia una lista provvisoria di 28 giocatori per il torneo. Il 9 gennaio viene annunciata la lista definitiva dei 23 convocati.
| 1  | P | Mamadou Samassa          | 16 febbraio 1990 (22 anni)  | 1  | 0  | Guingamp            |  |  |
| 16 | P | Soumbeïla Diakité        | 25 agosto 1984 (28 anni)    | 27 | 0  | Stade Malien        |  |  |
| 22 | P | Aly Yirango              | 6 febbraio 1994 (18 anni)   | 0  | 0  | Djoliba             |  |  |
|    |   |                          |                             |    |    |                     |  |  |
| 2  | D | Fousseni Diawara         | 28 agosto 1980 (32 anni)    | 37 | 0  | Ajaccio             |  |  |
| 3  | D | Adama Tamboura           | 18 maggio 1985 (27 anni)    | 59 | 0  | Randers             |  |  |
| 4  | D | Adama Coulibaly          | 10 settembre 1980 (32 anni) | 61 | 1  | Auxerre             |  |  |
| 5  | D | Idrissa Coulibaly        | 19 dicembre 1987 (25 anni)  | 6  | 0  | Lekhwiya            |  |  |
| 13 | D | Molla Wague              | 21 febbraio 1991 (21 anni)  | 0  | 0  | Caen                |  |  |
| 19 | D | Salif Coulibaly          | 12 giugno 1993 (19 anni)    | 1  | 0  | Djoliba             |  |  |
| 21 | D | Mahamadou N'Diaye        | 21 giugno 1990 (22 anni)    | 7  | 2  | Vitória Guimarães   |  |  |
| 23 | D | Ousmane Coulibaly        | 9 luglio 1989 (23 anni)     | 7  | 0  | Brest               |  |  |
|    |   |                          |                             |    |    |                     |  |  |
| 6  | C | Mohamed Sissoko          | 22 gennaio 1985 (27 anni)   | 28 | 2  | Paris Saint-Germain |  |  |
| 8  | C | Kalilou Traoré           | 9 settembre 1987 (25 anni)  | 13 | 1  | Sochaux             |  |  |
| 11 | C | Sigamary Diarra          | 10 gennaio 1984 (29 anni)   | 10 | 0  | Ajaccio             |  |  |
| 12 | C | Seydou Keita             | 16 gennaio 1980 (33 anni)   | 74 | 20 | Dalian Aerbin       |  |  |
| 14 | C | Sambou Yatabaré          | 2 marzo 1989 (23 anni)      | 5  | 0  | Bastia              |  |  |
| 17 | C | Mahamane El-Hadji Traoré | 31 agosto 1988 (24 anni)    | 23 | 2  | Nizza               |  |  |
| 18 | C | Samba Sow                | 29 aprile 1989 (23 anni)    | 19 | 0  | Lens                |  |  |
| 20 | C | Samba Diakité            | 24 gennaio 1989 (23 anni)   | 5  | 0  | QPR                 |  |  |
|    |   |                          |                             |    |    |                     |  |  |
| 7  | A | Cheick Diarra            | 11 febbraio 1992 (20 anni)  | 5  | 0  | Rennes              |  |  |
| 9  | A | Cheick Diabaté           | 25 aprile 1988 (24 anni)    | 23 | 11 | Bordeaux            |  |  |
| 10 | A | Modibo Maïga             | 3 settembre 1987 (25 anni)  | 36 | 7  | West Ham Utd        |  |  |
| 15 | A | Mamadou Samassa          | 1º maggio 1986 (26 anni)    | 11 | 2  | Chievo              |  |  |

### Niger
Commissario tecnico:  Gernot Rohr
Il 29 dicembre 2012, Rohr annuncia una lista provvisoria di 26 giocatori per il torneo. L'8 gennaio viene annunciata la lista definitiva dei 23 convocati.
| 1  | P | Moussa Alzouma      | 30 settembre 1982 (30 anni) | 1  | 0 | GNN              |  |  |
| 16 | P | Kassaly Daouda      | 19 agosto 1983 (29 anni)    | 58 | 0 | Chippa United    |  |  |
| 22 | P | Saminou Rabo        | 23 agosto 1981 (31 anni)    | 2  | 0 | Sahel S.C.       |  |  |
|    |   |                     |                             |    |   |                  |  |  |
| 4  | D | Amadou Kader        | 5 aprile 1989 (23 anni)     | 19 | 1 | Olympic Niamey   |  |  |
| 5  | D | Luky James          | 23 luglio 1992 (20 anni)    | 0  | 0 | Douanes Niamey   |  |  |
| 8  | D | Kourouma Fatoukouma | 11 luglio 1984 (28 anni)    | 8  | 0 | CRA              |  |  |
| 13 | D | Mohamed Chikoto     | 28 febbraio 1989 (23 anni)  | 23 | 1 | La Marsa         |  |  |
| 15 | D | Ismaël Alassane     | 3 aprile 1984 (28 anni)     | 13 | 1 | Al-Sahel         |  |  |
| 18 | D | Kofi Dankowa        | 19 settembre 1989 (23 anni) | 24 | 1 | Espérance Zarzis |  |  |
| 21 | D | Mohamed Bachar      | 6 novembre 1992             | 5  | 0 | Douanes Niamey   |  |  |
| 23 | D | Mohamed Soumaïla    | 30 ottobre 1994 (18 anni)   | 13 | 0 | Olympic Niamey   |  |  |
|    |   |                     |                             |    |   |                  |  |  |
| 3  | C | Karim Konaté        | 20 maggio 1987 (25 anni)    | 27 | 0 | svincolato       |  |  |
| 6  | C | Idrissa Laouali     | 11 settembre 1979 (33 anni) | 20 | 0 | Mangasport       |  |  |
| 10 | C | Boubacar Talatou    | 12 marzo 1987 (25 anni)     | 13 | 0 | AmaZulu          |  |  |
| 12 | C | Souleymane Sacko    | 1º agosto 1984 (28 anni)    | 11 | 1 | Olympic Niamey   |  |  |
| 14 | C | Issoufou Boubacar   | 2 febbraio 1990 (22 anni)   | 12 | 1 | Club Africain    |  |  |
| 17 | C | William N'Gounou    | 31 luglio 1983 (29 anni)    | 13 | 2 | Limhamn Bunkeflo |  |  |
| 19 | C | Issiaka Koudize     | 3 gennaio 1987 (26 anni)    | 6  | 0 | GNN              |  |  |
| 20 | C | Amadou Moutari      | 19 gennaio 1994 (19 anni)   | 4  | 0 | Le Mans 2        |  |  |
|    |   |                     |                             |    |   |                  |  |  |
| 2  | A | Moussa Maâzou       | 25 agosto 1988 (24 anni)    | 23 | 6 | Étoile du Sahel  |  |  |
| 7  | A | Modibo Sidibé       | 3 giugno 1992 (20 anni)     | 5  | 3 | svincolato       |  |  |
| 9  | A | Kamilou Daouda      | 29 dicembre 1987 (25 anni)  | 24 | 7 | JS Saoura        |  |  |
| 11 | A | Alhassane Issoufou  | 1º gennaio 1981 (32 anni)   | 23 | 3 | Wydad Fès        |  |  |

### RD del Congo
Commissario tecnico:  Claude Le Roy
Il 20 dicembre 2012, Le Roy annuncia una lista provvisoria di 28 giocatori per il torneo. Il 9 gennaio viene annunciata la lista definitiva dei 23 convocati.
| 1  | P | Muteba Kidiaba    | 1º febbraio 1976 (36 anni)  | 34 | 0  | TP Mazembe       |  |  |
| 16 | P | Parfait Mandanda  | 10 ottobre 1989 (23 anni)   | 5  | 0  | Charleroi        |  |  |
| 23 | P | Landu Bakala      | 3 marzo 1992 (20 anni)      | 0  | 0  | MK Etanchéité    |  |  |
|    |   |                   |                             |    |    |                  |  |  |
| 2  | D | Issama Mpeko      | 3 marzo 1986 (26 anni)      | 17 | 1  | Vita Club        |  |  |
| 3  | D | Jean Kasusula     | 5 agosto 1982 (30 anni)     | 17 | 0  | TP Mazembe       |  |  |
| 5  | D | Larrys Mabiala    | 8 ottobre 1987 (25 anni)    | 10 | 0  | Karabükspor      |  |  |
| 14 | D | Landry Mulemo     | 17 settembre 1986 (26 anni) | 9  | 0  | Kortrijk         |  |  |
| 17 | D | Cédric Mongongu   | 22 giugno 1989 (23 anni)    | 15 | 0  | Évian TG         |  |  |
| 19 | D | Chancel Mbemba    | 8 agosto 1994 (18 anni)     | 2  | 0  | Anderlecht       |  |  |
| 21 | D | Gabriel Zakuani   | 31 maggio 1986 (26 anni)    | 3  | 0  | Peterborough Utd |  |  |
|    |   |                   |                             |    |    |                  |  |  |
| 4  | C | Mulota Kabangu    | 3 dicembre 1985 (27 anni)   | 3  | 2  | TP Mazembe       |  |  |
| 6  | C | Bidje Manzia      | 24 settembre 1994 (18 anni) | 2  | 0  | Shark XI         |  |  |
| 7  | C | Youssuf Mulumbu   | 25 gennaio 1987 (25 anni)   | 14 | 1  | West Bromwich    |  |  |
| 10 | C | Zola Matumona     | 26 novembre 1981 (31 anni)  | 41 | 8  | Mons             |  |  |
| 12 | C | Yves Diba Ilunga  | 12 agosto 1987 (25 anni)    | 13 | 6  | Al-Ra'ed         |  |  |
| 18 | C | Cédric Makiadi    | 23 febbraio 1984 (28 anni)  | 14 | 2  | Friburgo         |  |  |
| 22 | C | Makuntima Kisombe | 10 ottobre 1992 (20 anni)   | 0  | 0  | Motema Pembe     |  |  |
|    |   |                   |                             |    |    |                  |  |  |
| 8  | A | Trésor Mputu      | 10 dicembre 1985 (27 anni)  | 35 | 13 | TP Mazembe       |  |  |
| 9  | A | Dieumerci Mbokani | 22 novembre 1985 (27 anni)  | 19 | 9  | Anderlecht       |  |  |
| 11 | A | Déo Kanda         | 11 agosto 1989 (23 anni)    | 18 | 3  | TP Mazembe       |  |  |
| 13 | A | Dioko Kaluyituka  | 2 gennaio 1987 (26 anni)    | 24 | 9  | Al-Kharitiyath   |  |  |
| 15 | A | Lomana LuaLua     | 28 dicembre 1980 (32 anni)  | 27 | 6  | Karabükspor      |  |  |
| 20 | A | Heriter Luvumbu   | 23 dicembre 1987 (25 anni)  | 1  | 0  | Rojolu           |  |  |

## Gruppo C

### Zambia
Commissario tecnico:  Hervé Renard
Il 24 dicembre 2012, Renard annuncia una lista provvisoria di 26 giocatori per il torneo. L'8 gennaio viene annunciata la lista definitiva dei 23 convocati.
| 1  | P | Joshua Titima       | 20 ottobre 1992 (20 anni)   | 1  | 0  | Power Dynamos      |  |  |
| 16 | P | Kennedy Mweene      | 11 dicembre 1984 (28 anni)  | 73 | 0  | Free State Stars   |  |  |
| 22 | P | Danny Munyau        | 21 gennaio 1987 (25 anni)   | 0  | 0  | Red Arrows         |  |  |
|    |   |                     |                             |    |    |                    |  |  |
| 2  | D | Francis Kasonde     | 1º settembre 1986 (26 anni) | 35 | 2  | TP Mazembe         |  |  |
| 4  | D | Joseph Musonda      | 30 maggio 1977 (35 anni)    | 82 | 0  | Golden Arrows      |  |  |
| 5  | D | Hichani Himoonde    | 1º agosto 1986 (26 anni)    | 31 | 2  | TP Mazembe         |  |  |
| 6  | D | Davies Nkausu       | 1º gennaio 1986 (27 anni)   | 14 | 0  | SuperSport Utd     |  |  |
| 13 | D | Stophira Sunzu      | 22 giugno 1989 (23 anni)    | 35 | 3  | TP Mazembe         |  |  |
| 18 | D | Emmanuel Mbola      | 10 maggio 1993 (19 anni)    | 30 | 0  | Porto              |  |  |
|    |   |                     |                             |    |    |                    |  |  |
| 3  | C | Chisamba Lungu      | 31 gennaio 1991 (21 anni)   | 15 | 0  | Ural               |  |  |
| 8  | C | Isaac Chansa        | 23 marzo 1984 (28 anni)     | 51 | 1  | Henan Jianye       |  |  |
| 10 | C | Felix Katongo       | 18 aprile 1984 (28 anni)    | 53 | 5  | Primeiro de Agosto |  |  |
| 14 | C | Noah Chivuta        | 25 dicembre 1983 (29 anni)  | 24 | 2  | Free State Stars   |  |  |
| 15 | C | William Njovu       | 4 marzo 1987 (25 anni)      | 20 | 1  | Hapoel Be'er Sheva |  |  |
| 17 | C | Rainford Kalaba     | 14 agosto 1986 (26 anni)    | 63 | 10 | TP Mazembe         |  |  |
| 19 | C | Nathan Sinkala      | 23 aprile 1991 (21 anni)    | 13 | 0  | TP Mazembe         |  |  |
| 23 | C | Mukuka Mulenga      | 7 giugno 1993 (19 anni)     | 0  | 0  | Power Dynamos      |  |  |
|    |   |                     |                             |    |    |                    |  |  |
| 7  | A | Jacob Mulenga       | 12 febbraio 1984 (28 anni)  | 35 | 6  | Utrecht            |  |  |
| 9  | A | Collins Mbesuma     | 3 febbraio 1984 (28 anni)   | 39 | 14 | Orlando Pirates    |  |  |
| 11 | A | Christopher Katongo | 31 agosto 1982 (30 anni)    | 76 | 19 | Henan Jianye       |  |  |
| 12 | A | James Chamanga      | 2 febbraio 1980 (32 anni)   | 53 | 16 | Dalian Shide       |  |  |
| 20 | A | Emmanuel Mayuka     | 21 novembre 1990 (22 anni)  | 39 | 10 | Southampton        |  |  |
| 21 | A | Jonas Sakuwaha      | 22 luglio 1983 (29 anni)    | 17 | 1  | Al-Merrikh         |  |  |

### Nigeria
Commissario tecnico:  Stephen Keshi
Il 22 dicembre 2012, Keshi annuncia una lista provvisoria di 32 giocatori per il torneo. L'8 gennaio viene annunciata la lista definitiva dei 23 convocati.
| 1  | P | Vincent Enyeama        | 29 agosto 1982 (30 anni)    | 70 | 1  | Maccabi Tel Aviv   |  |  |
| 16 | P | Austin Ejide           | 8 aprile 1984 (28 anni)     | 23 | 0  | Hapoel Be'er Sheva |  |  |
| 23 | P | Chigozie Agbim         | 28 novembre 1984 (28 anni)  | 5  | 0  | Enugu Rangers      |  |  |
|    |   |                        |                             |    |    |                    |  |  |
| 2  | D | Joseph Yobo            | 6 settembre 1980 (32 anni)  | 88 | 7  | Fenerbahçe         |  |  |
| 3  | D | Uwa Elderson Echiéjilé | 20 gennaio 1988 (24 anni)   | 19 | 0  | Braga              |  |  |
| 5  | D | Efe Ambrose            | 18 ottobre 1988 (24 anni)   | 16 | 1  | Celtic             |  |  |
| 6  | D | Azubuike Egwuekwe      | 28 novembre 1988 (24 anni)  | 12 | 0  | Warri Wolves       |  |  |
| 14 | D | Godfrey Oboabona       | 16 agosto 1990 (22 anni)    | 11 | 0  | Sunshine Stars     |  |  |
| 21 | D | Juwon Oshaniwa         | 14 settembre 1990 (22 anni) | 8  | 0  | Ashdod             |  |  |
| 22 | D | Kenneth Omeruo         | 17 ottobre 1993 (19 anni)   | 0  | 0  | ADO Den Haag       |  |  |
|    |   |                        |                             |    |    |                    |  |  |
| 4  | C | Nwankwo Obiora         | 18 giugno 1989 (23 anni)    | 6  | 0  | Padova             |  |  |
| 10 | C | Mikel John Obi         | 22 aprile 1987 (25 anni)    | 38 | 3  | Chelsea            |  |  |
| 12 | C | Reuben Gabriel         | 25 settembre 1990 (22 anni) | 10 | 1  | Kano Pillars       |  |  |
| 13 | C | Fegor Ogude            | 29 luglio 1987 (25 anni)    | 7  | 0  | Vålerenga          |  |  |
| 17 | C | Ogenyi Onazi           | 25 dicembre 1992 (20 anni)  | 2  | 1  | Lazio              |  |  |
| 18 | C | Ejike Uzoenyi          | 23 marzo 1988 (24 anni)     | 11 | 0  | Enugu Rangers      |  |  |
| 19 | C | Sunday Mba             | 28 novembre 1988 (24 anni)  | 6  | 3  | Enugu Rangers      |  |  |
| 20 | C | Nosa Igiebor           | 9 novembre 1990 (22 anni)   | 5  | 2  | Real Betis         |  |  |
|    |   |                        |                             |    |    |                    |  |  |
| 7  | A | Ahmed Musa             | 14 ottobre 1992 (20 anni)   | 19 | 3  | CSKA Mosca         |  |  |
| 8  | A | Brown Ideye            | 10 ottobre 1988 (24 anni)   | 6  | 1  | Dinamo Kiev        |  |  |
| 9  | A | Emmanuel Emenike       | 10 maggio 1987 (25 anni)    | 8  | 1  | Spartak Mosca      |  |  |
| 11 | A | Victor Moses           | 12 dicembre 1990 (22 anni)  | 6  | 2  | Chelsea            |  |  |
| 15 | A | Ikechukwu Uche         | 5 gennaio 1984 (29 anni)    | 40 | 18 | Villarreal         |  |  |

### Burkina Faso
Commissario tecnico:  Paul Put
Il 28 dicembre 2012, Put annuncia una lista provvisoria di 28 giocatori per il torneo. L'8 gennaio viene annunciata la lista definitiva dei 23 convocati.
| 1  | P | Daouda Diakité        | 30 marzo 1983 (29 anni)     | 26 | 0  | Lierse                 |  |  |
| 16 | P | Abdoulaye Soulama     | 19 novembre 1979 (33 anni)  | 40 | 0  | Asante Kotoko          |  |  |
| 23 | P | Germain Sanou         | 26 maggio 1992 (20 anni)    | 8  | 0  | Saint-Étienne          |  |  |
|    |   |                       |                             |    |    |                        |  |  |
| 3  | D | Henri Traoré          | 13 aprile 1983 (29 anni)    | 4  | 0  | Ashanti Gold           |  |  |
| 4  | D | Bakary Koné           | 27 aprile 1988 (24 anni)    | 26 | 0  | Olympique Lione        |  |  |
| 5  | D | Mohamed Koffi         | 30 dicembre 1986 (26 anni)  | 24 | 2  | Petrojet               |  |  |
| 8  | D | Paul Koulibaly        | 24 marzo 1986 (26 anni)     | 34 | 0  | Dinamo Bucarest        |  |  |
| 12 | D | Saïdou Panandétiguiri | 22 marzo 1984 (28 anni)     | 47 | 2  | Anversa                |  |  |
|    |   |                       |                             |    |    |                        |  |  |
| 6  | C | Djakaridja Koné       | 22 luglio 1986 (26 anni)    | 10 | 0  | Évian TG               |  |  |
| 7  | C | Florent Rouamba       | 31 dicembre 1986 (26 anni)  | 33 | 1  | Sheriff Tiraspol       |  |  |
| 10 | C | Alain Traoré          | 31 dicembre 1988 (24 anni)  | 26 | 12 | Auxerre                |  |  |
| 11 | C | Jonathan Pitroipa     | 12 aprile 1986 (26 anni)    | 34 | 4  | Rennes                 |  |  |
| 13 | C | Issouf Ouattara       | 7 ottobre 1988 (24 anni)    | 9  | 1  | PSFK Černomorec Burgas |  |  |
| 14 | C | Benjamin Balima       | 20 marzo 1985 (27 anni)     | 13 | 2  | Sheriff Tiraspol       |  |  |
| 17 | C | Ali Rabo              | 6 giugno 1986 (26 anni)     | 5  | 0  | El-Shorta              |  |  |
| 18 | C | Charles Kaboré        | 9 febbraio 1988 (24 anni)   | 38 | 2  | Olympique Marsiglia    |  |  |
| 20 | C | Wilfried Sanou        | 16 marzo 1984 (28 anni)     | 19 | 3  | Kyoto Shiko            |  |  |
| 21 | C | Abdou Razack Traoré   | 28 dicembre 1988 (24 anni)  | 11 | 1  | Lechia Danzica         |  |  |
| 22 | C | Préjuce Nakoulma      | 21 aprile 1987 (25 anni)    | 8  | 2  | Górnik Zabrze          |  |  |
|    |   |                       |                             |    |    |                        |  |  |
| 2  | A | Hugues-Wilfried Dah   | 10 luglio 1986 (26 anni)    | 1  | 0  | Al Thaid               |  |  |
| 9  | A | Moumouni Dagano       | 3 gennaio 1981 (32 anni)    | 58 | 24 | Al-Sailiya             |  |  |
| 15 | A | Aristide Bancé        | 19 settembre 1984 (28 anni) | 25 | 5  | Augusta                |  |  |
| 19 | A | Pan Pierre Koulibaly  | 24 marzo 1986 (26 anni)     | 4  | 0  | Al Thaid               |  |  |

### Etiopia
Commissario tecnico:  Sewnet Bishaw
Il 2 gennaio 2013, Bishaw dirama la lista definitiva dei 23 convocati per il torneo.
| 1  | P | Sisay Bancha     | 25 giugno 1985 (27 anni)   | 5  | 0 | Ethiopian Coffee |  |  |
| 22 | P | Jemal Tassew     | 27 aprile 1989 (23 anni)   | 3  | 0 | Dedebit          |  |  |
| 23 | P | Zerihune Tadele  | 25 marzo 1993 (19 anni)    | 1  | 0 | St. George       |  |  |
|    |   |                  |                            |    |   |                  |  |  |
| 2  | D | Degu Debebe      | 19 marzo 1984 (28 anni)    | 37 | 0 | St. George       |  |  |
| 4  | D | Abebaw Butako    | 2 marzo 1983 (29 anni)     | 19 | 0 | St. George       |  |  |
| 5  | D | Aynalem Hailu    | 12 ottobre 1986 (26 anni)  | 9  | 0 | Dedebit          |  |  |
| 6  | D | Alula Girma      | 15 luglio 1993 (19 anni)   | 16 | 0 | St. George       |  |  |
| 10 | D | Birhanu Bogale   | 27 febbraio 1986 (26 anni) | 5  | 0 | Dedebit          |  |  |
| 12 | D | Biadigling Elias | 24 maggio 1988 (24 anni)   | 3  | 0 | St. George       |  |  |
| 17 | D | Siyoum Tesfaye   | 19 dicembre 1989 (23 anni) | 7  | 1 | Dedebit          |  |  |
|    |   |                  |                            |    |   |                  |  |  |
| 3  | C | Yared Zinabu     | 22 giugno 1989 (23 anni)   | 17 | 0 | St. George       |  |  |
| 8  | C | Asrat Megersa    | 17 aprile 1978 (34 anni)   | 8  | 0 | EEPCO            |  |  |
| 14 | C | Minyahil Teshome | 14 novembre 1985 (27 anni) | 7  | 0 | Dedebit          |  |  |
| 15 | C | Dawit Estifanos  | 27 febbraio 1988 (24 anni) | 1  | 0 | Ethiopian Coffee |  |  |
| 16 | C | Yussuf Saleh     | 22 marzo 1984 (28 anni)    | 4  | 0 | Syrianska        |  |  |
| 18 | C | Shimelis Bekele  | 17 ottobre 1990 (22 anni)  | 15 | 6 | St. George       |  |  |
| 20 | C | Behailu Assefa   | 30 dicembre 1989 (23 anni) | 5  | 0 | Dedebit          |  |  |
| 21 | C | Addis Hintsa     | 30 giugno 1987 (25 anni)   | 6  | 0 | Dedebit          |  |  |
|    |   |                  |                            |    |   |                  |  |  |
| 7  | A | Saladin Said     | 29 ottobre 1988 (24 anni)  | 12 | 9 | Wadi Degla       |  |  |
| 9  | A | Getaneh Kebede   | 2 aprile 1992 (20 anni)    | 8  | 5 | Dedebit          |  |  |
| 11 | A | Umed Ukuri       | 5 dicembre 1990 (22 anni)  | 20 | 9 | St. George       |  |  |
| 13 | A | Fuad Ibrahim     | 15 agosto 1991 (21 anni)   | 0  | 0 | Minnesota Stars  |  |  |
| 19 | A | Adane Girma      | 25 giugno 1985 (27 anni)   | 26 | 4 | St. George       |  |  |

## Group D

### Costa d'Avorio
Commissario tecnico:  Sabri Lamouchi
Il 27 dicembre 2012, Lamouchi annuncia una lista provvisoria di 23 giocatori per il torneo. Il 9 gennaio viene confermata la lista diramata precedentemente.
| 1  | P | Boubacar Barry    | 30 dicembre 1979 (33 anni) | 67  | 0  | Lokeren             |  |  |
| 16 | P | Daniel Yeboah     | 13 novembre 1984 (28 anni) | 12  | 0  | Digione             |  |  |
| 23 | P | Badra Ali Sangaré | 30 maggio 1986 (26 anni)   | 1   | 0  | Séwé Sports         |  |  |
|    |   |                   |                            |     |    |                     |  |  |
| 3  | D | Arthur Boka       | 2 aprile 1983 (29 anni)    | 70  | 1  | Stoccarda           |  |  |
| 4  | D | Kolo Touré        | 19 marzo 1981 (31 anni)    | 102 | 6  | Manchester City     |  |  |
| 14 | D | Ismaël Traoré     | 18 agosto 1986 (26 anni)   | 1   | 0  | Brest               |  |  |
| 17 | D | Siaka Tiéné       | 22 febbraio 1982 (30 anni) | 81  | 2  | Paris Saint-Germain |  |  |
| 20 | D | Igor Lolo         | 22 luglio 1982 (30 anni)   | 19  | 0  | Kuban'              |  |  |
| 21 | D | Emmanuel Eboué    | 4 giugno 1983 (29 anni)    | 73  | 3  | Galatasaray         |  |  |
| 22 | D | Souleymane Bamba  | 13 gennaio 1985 (28 anni)  | 32  | 2  | Trabzonspor         |  |  |
|    |   |                   |                            |     |    |                     |  |  |
| 5  | C | Didier Zokora     | 14 dicembre 1980 (32 anni) | 106 | 1  | Trabzonspor         |  |  |
| 6  | C | Romaric           | 4 giugno 1983 (29 anni)    | 39  | 5  | Saragozza           |  |  |
| 7  | C | Abdul Razak       | 11 novembre 1992 (20 anni) | 2   | 0  | Manchester City     |  |  |
| 9  | C | Cheik Tioté       | 21 giugno 1986 (26 anni)   | 32  | 0  | Newcastle Utd       |  |  |
| 13 | C | Didier Ya Konan   | 25 febbraio 1984 (28 anni) | 18  | 6  | Hannover 96         |  |  |
| 15 | C | Max Gradel        | 30 novembre 1987 (25 anni) | 18  | 2  | Saint-Étienne       |  |  |
| 19 | C | Yaya Touré        | 13 maggio 1983 (29 anni)   | 71  | 10 | Manchester City     |  |  |
|    |   |                   |                            |     |    |                     |  |  |
| 2  | A | Arouna Koné       | 11 novembre 1983 (29 anni) | 37  | 9  | Wigan               |  |  |
| 8  | A | Salomon Kalou     | 5 agosto 1985 (27 anni)    | 51  | 18 | Lilla               |  |  |
| 10 | A | Gervinho          | 27 maggio 1987 (25 anni)   | 42  | 9  | Arsenal             |  |  |
| 11 | A | Didier Drogba     | 11 marzo 1978 (34 anni)    | 90  | 59 | Shanghai Shenhua    |  |  |
| 12 | A | Wilfried Bony     | 10 dicembre 1988 (24 anni) | 15  | 4  | Vitesse             |  |  |
| 18 | A | Lacina Traoré     | 20 maggio 1990 (22 anni)   | 1   | 1  | Anži                |  |  |

### Tunisia
Commissario tecnico:  Sami Trabelsi
Il 20 dicembre 2012, Trabelsi annuncia una lista provvisoria di 25 giocatori per il torneo. Il 9 gennaio viene annunciata la lista definitiva dei 23 convocati.
| 1  | P | Farouk Ben Mustapha     | 1º luglio 1989 (23 anni)    | 2  | 0  | Bizertin        |  |  |
| 16 | P | Aymen Mathlouthi        | 14 settembre 1984 (28 anni) | 39 | 0  | Étoile du Sahel |  |  |
| 22 | P | Moez Ben Cherifia       | 24 giugno 1991 (21 anni)    | 2  | 0  | Espérance       |  |  |
|    |   |                         |                             |    |    |                 |  |  |
| 2  | D | Bilel Ifa               | 9 marzo 1990 (22 anni)      | 18 | 0  | Club Africain   |  |  |
| 3  | D | Walid Hichri            | 5 marzo 1986 (26 anni)      | 9  | 1  | Espérance       |  |  |
| 5  | D | Chamseddine Dhaouadi    | 15 gennaio 1987 (26 anni)   | 2  | 0  | Étoile du Sahel |  |  |
| 6  | D | Fatah Gharbi            | 12 marzo 1983 (29 anni)     | 9  | 1  | Sfaxien         |  |  |
| 12 | D | Khalil Chemmam          | 24 luglio 1987 (25 anni)    | 16 | 0  | Espérance       |  |  |
| 18 | D | Anis Boussaïdi          | 10 aprile 1981 (31 anni)    | 29 | 0  | Tavrija         |  |  |
| 20 | D | Aymen Abdennour         | 6 agosto 1989 (23 anni)     | 21 | 1  | Tolosa          |  |  |
|    |   |                         |                             |    |    |                 |  |  |
| 4  | C | Hatten Baratli          | 9 gennaio 1991 (22 anni)    | 3  | 0  | Club Africain   |  |  |
| 7  | C | Youssef Msakni          | 28 ottobre 1990 (22 anni)   | 15 | 3  | Lekhwiya        |  |  |
| 8  | C | Chadi Hammami           | 14 giugno 1986 (26 anni)    | 20 | 1  | Kuwait SC       |  |  |
| 10 | C | Oussama Darragi         | 3 aprile 1987 (25 anni)     | 34 | 6  | Sion            |  |  |
| 13 | C | Wissem Ben Yahia        | 9 settembre 1984 (28 anni)  | 30 | 3  | Mersin İ. Yurdu |  |  |
| 14 | C | Mejdi Traoui            | 13 dicembre 1983 (29 anni)  | 32 | 1  | Espérance       |  |  |
| 21 | C | Khaled Mouelhi          | 13 febbraio 1981 (31 anni)  | 7  | 0  | Espérance       |  |  |
| 23 | C | Wahbi Khazri            | 8 febbraio 1991 (21 anni)   | 0  | 0  | Bastia          |  |  |
|    |   |                         |                             |    |    |                 |  |  |
| 9  | A | Hamdi Harbaoui          | 5 gennaio 1985 (28 anni)    | 8  | 4  | Lokeren         |  |  |
| 11 | A | Fakhreddine Ben Youssef | 21 giugno 1991 (21 anni)    | 3  | 1  | Sfaxien         |  |  |
| 15 | A | Zouheir Dhaouadi        | 1º gennaio 1988 (25 anni)   | 26 | 3  | svincolato      |  |  |
| 17 | A | Issam Jemâa             | 28 gennaio 1984 (28 anni)   | 68 | 32 | Kuwait SC       |  |  |
| 19 | A | Saber Khelifa           | 14 ottobre 1986 (26 anni)   | 15 | 4  | Évian TG        |  |  |

### Algeria
Commissario tecnico:  Vahid Halilhodžić
Il 18 dicembre 2012, Halilhodžić annuncia una lista provvisoria di 24 giocatori per il torneo. Il 9 gennaio viene annunciata la lista definitiva dei 23 convocati.
| 1  | P | Azzedine Doukha        | 5 agosto 1986 (26 anni)    | 2  | 0 | USM El Harrach         |  |  |
| 16 | P | Cédric Si Mohamed      | 9 gennaio 1985 (27 anni)   | 1  | 0 | JSM Béjaïa             |  |  |
| 23 | P | Raïs M'Bolhi           | 25 aprile 1986 (26 anni)   | 17 | 0 | Kryl'ja Sovetov Samara |  |  |
|    |   |                        |                            |    |   |                        |  |  |
| 3  | D | Liassine Cadamuro      | 5 marzo 1988 (24 anni)     | 3  | 0 | Real Sociedad          |  |  |
| 4  | D | Essaïd Belkalem        | 1º gennaio 1989 (23 anni)  | 3  | 0 | JS Kabylie             |  |  |
| 5  | D | Rafik Halliche         | 2 settembre 1986 (26 anni) | 21 | 1 | Académica              |  |  |
| 6  | D | Djamel Mesbah          | 9 ottobre 1984 (28 anni)   | 15 | 0 | Milan                  |  |  |
| 12 | D | Carl Medjani           | 15 maggio 1985 (27 anni)   | 14 | 0 | Ajaccio                |  |  |
| 21 | D | Faouzi Ghoulam         | 1º febbraio 1991 (21 anni) | 0  | 0 | Saint-Étienne          |  |  |
| 22 | D | Ali Rial               | 26 marzo 1980 (32 anni)    | 0  | 0 | JS Kabylie             |  |  |
|    |   |                        |                            |    |   |                        |  |  |
| 2  | C | Mehdi Mostefa          | 30 agosto 1983 (29 anni)   | 9  | 0 | Ajaccio                |  |  |
| 7  | C | Ryad Boudebouz         | 19 febbraio 1990 (22 anni) | 14 | 1 | Sochaux                |  |  |
| 8  | C | Mehdi Lacen            | 15 maggio 1984 (28 anni)   | 19 | 0 | Getafe                 |  |  |
| 10 | C | Sofiane Feghouli       | 26 dicembre 1989 (22 anni) | 8  | 2 | Valencia               |  |  |
| 11 | C | Hameur Bouazza         | 22 febbraio 1985 (27 anni) | 20 | 3 | Racing Santander       |  |  |
| 14 | C | Foued Kadir            | 5 dicembre 1983 (29 anni)  | 15 | 2 | Olympique Marsiglia    |  |  |
| 17 | C | Adlène Guedioura       | 12 novembre 1985 (27 anni) | 17 | 1 | Nottingham Forest      |  |  |
| 18 | C | Khaled Lemmouchia      | 6 dicembre 1981 (31 anni)  | 24 | 0 | Club Africain          |  |  |
| 19 | C | Yacine Bezzaz          | 10 luglio 1981 (31 anni)   | 22 | 3 | CS Constantine         |  |  |
| 20 | C | Saad Tedjar            | 14 gennaio 1986 (26 anni)  | 5  | 0 | USM Alger              |  |  |
|    |   |                        |                            |    |   |                        |  |  |
| 9  | A | Islam Slimani          | 18 giugno 1988 (24 anni)   | 6  | 5 | CR Belouizdad          |  |  |
| 13 | A | Mohamed Aoudia         | 6 giugno 1987 (25 anni)    | 4  | 0 | ES Sétif               |  |  |
| 15 | A | El Arbi Hillel Soudani | 25 novembre 1987 (25 anni) | 8  | 6 | Vitória Guimarães      |  |  |

### Togo
Commissario tecnico:  Didier Six
Il 20 dicembre 2012, Six convoca 22 giocatori per l'amichevole contro l'Oman del 29. Il 9 gennaio viene annunciata la lista definitiva dei 23 convocati.
| 1  | P | Mawugbe Atsu         | 20 agosto 1986 (26 anni)   | 5  | 0  | Maranatha            |  |  |
| 16 | P | Kossi Agassa         | 2 luglio 1978 (34 anni)    | 48 | 0  | Stade Reims          |  |  |
| 23 | P | Baba Tchagouni       | 31 dicembre 1990 (22 anni) | 13 | 0  | Digione              |  |  |
|    |   |                      |                            |    |    |                      |  |  |
| 2  | D | Daré Nibombé         | 16 giugno 1980 (32 anni)   | 67 | 2  | Boussu-Dour Borinage |  |  |
| 5  | D | Serge Akakpo         | 15 ottobre 1987 (25 anni)  | 29 | 0  | Žilina               |  |  |
| 6  | D | Abdoul-Gafar Mamah   | 24 agosto 1985 (27 anni)   | 53 | 0  | Dacia Chișinău       |  |  |
| 9  | D | Vincent Bossou       | 7 febbraio 1986 (26 anni)  | 7  | 0  | Navibank Sài Gòn     |  |  |
| 13 | D | Sadat Ouro-Akoriko   | 1º febbraio 1988 (24 anni) | 7  | 0  | Free State Stars     |  |  |
| 20 | D | Kokou Donou          | 24 aprile 1991 (21 anni)   | 5  | 0  | Maranatha            |  |  |
| 21 | D | Djené Dakonam        | 31 dicembre 1991 (21 anni) | 1  | 0  | Cotonsport Garoua    |  |  |
|    |   |                      |                            |    |    |                      |  |  |
| 3  | C | Dové Wome            | 8 giugno 1991 (21 anni)    | 10 | 1  | Free State Stars     |  |  |
| 7  | C | Moustapha Salifou    | 1º giugno 1983 (29 anni)   | 59 | 6  | svincolato           |  |  |
| 8  | C | Komlan Amewou        | 15 dicembre 1983 (29 anni) | 46 | 4  | Nîmes                |  |  |
| 10 | C | Floyd Ayité          | 15 dicembre 1988 (24 anni) | 13 | 1  | Stade Reims          |  |  |
| 12 | C | Sapol Mani           | 5 giugno 1991 (21 anni)    | 11 | 2  | MSP Batna            |  |  |
| 14 | C | Prince Segbefia      | 11 marzo 1991 (21 anni)    | 9  | 0  | Auxerre              |  |  |
| 15 | C | Alaixys Romao        | 18 gennaio 1984 (29 anni)  | 42 | 0  | Lorient              |  |  |
| 19 | C | Kodjo Amétépé        | 3 ottobre 1990 (22 anni)   | 3  | 0  | Maranatha            |  |  |
|    |   |                      |                            |    |    |                      |  |  |
| 4  | A | Emmanuel Adebayor    | 26 febbraio 1984 (28 anni) | 53 | 25 | Tottenham            |  |  |
| 11 | A | Jonathan Ayité       | 21 luglio 1985 (27 anni)   | 11 | 2  | Brest                |  |  |
| 17 | A | Serge Gakpé          | 7 maggio 1987 (25 anni)    | 17 | 3  | Nantes               |  |  |
| 18 | A | Euloge Placca Fessou | 1º dicembre 1994 (18 anni) | 2  | 0  | OC Agaza             |  |  |
| 22 | A | Kalen Damessi        | 28 marzo 1990 (22 anni)    | 5  | 1  | Lille 2              |  |  |